# Нарди (Лука)
Нарди је насеље у Италији у округу Лука, региону Тоскана.
Према процени из 2011. у насељу је живело 76 становника. Насеље се налази на надморској висини од 29 м.